# Maisoncelle-et-Villers
Maisoncelle-et-Villers ist eine französische Gemeinde mit 69 Einwohnern (Stand 1. Januar 2022) im Département Ardennes in der Region Grand Est (vor 2016 Champagne-Ardenne). Sie gehört zum Arrondissement Sedan und zum Kanton Vouziers. 

## Geographie
Maisoncelle-et-Villers liegt rund 19 Kilometer südsüdwestlich von Sedan. Umgeben wird Maisoncelle-et-Villers von den Nachbargemeinden Chémery-Chéhéry im Westen und Norden, Bulson im Norden, Haraucourt im Norden und Nordosten, Raucourt-et-Flaba im Osten, Stonne im Süden sowie Artaise-le-Vivier im Südwesten und Westen.

## Bevölkerungsentwicklung
| Jahr                       | 1962 | 1968 | 1975 | 1982 | 1990 | 1999 | 2006 | 2019 |
| Einwohner                  | 96   | 93   | 81   | 59   | 50   | 67   | 72   | 69   |
| Quellen: Cassini und INSEE |      |      |      |      |      |      |      |      |

## Sehenswürdigkeiten
- Kirche Sainte-Geneviève
- Schloss Villers, Monument historique seit 2000

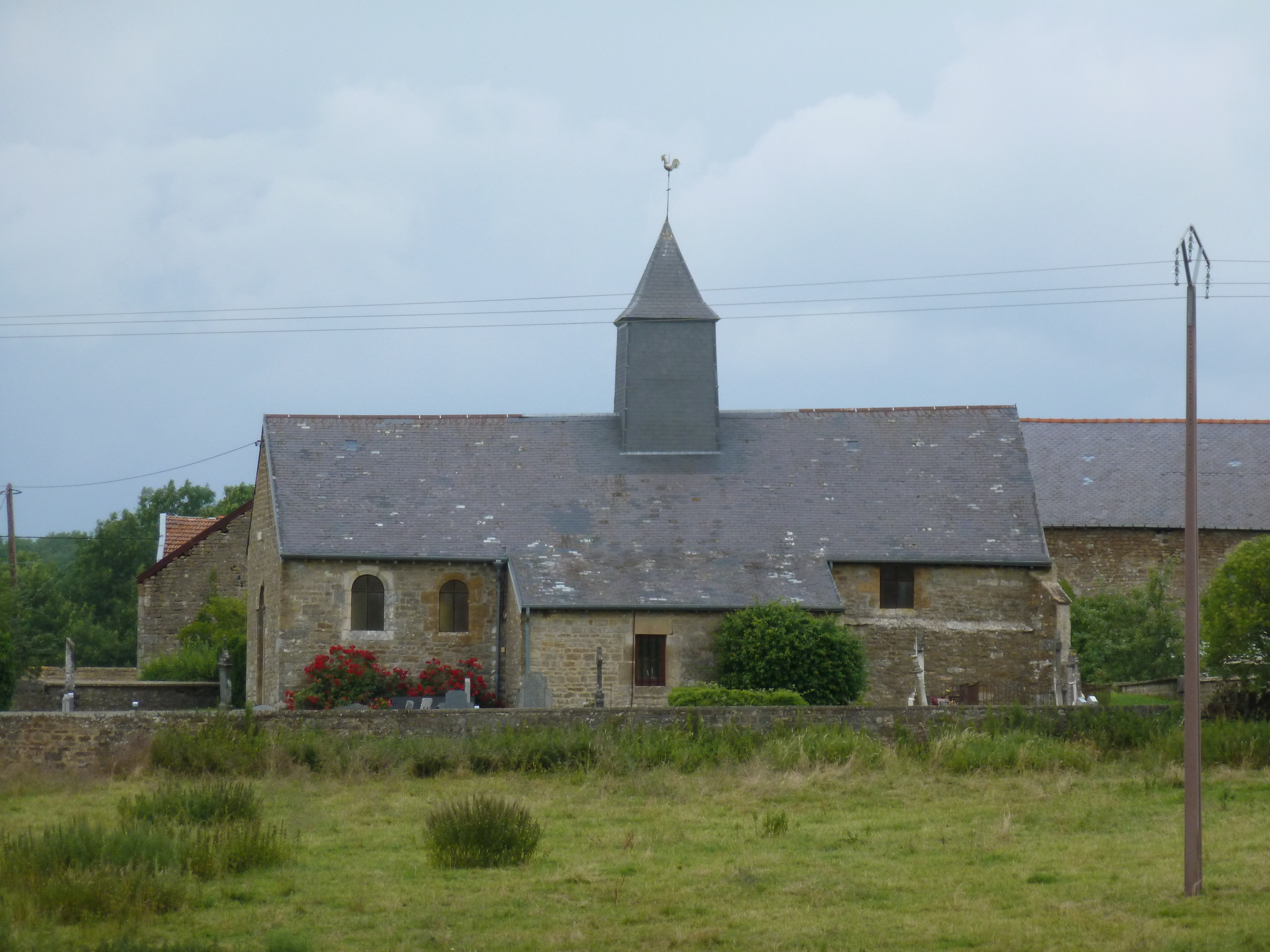
Kirche Sainte-Geneviève
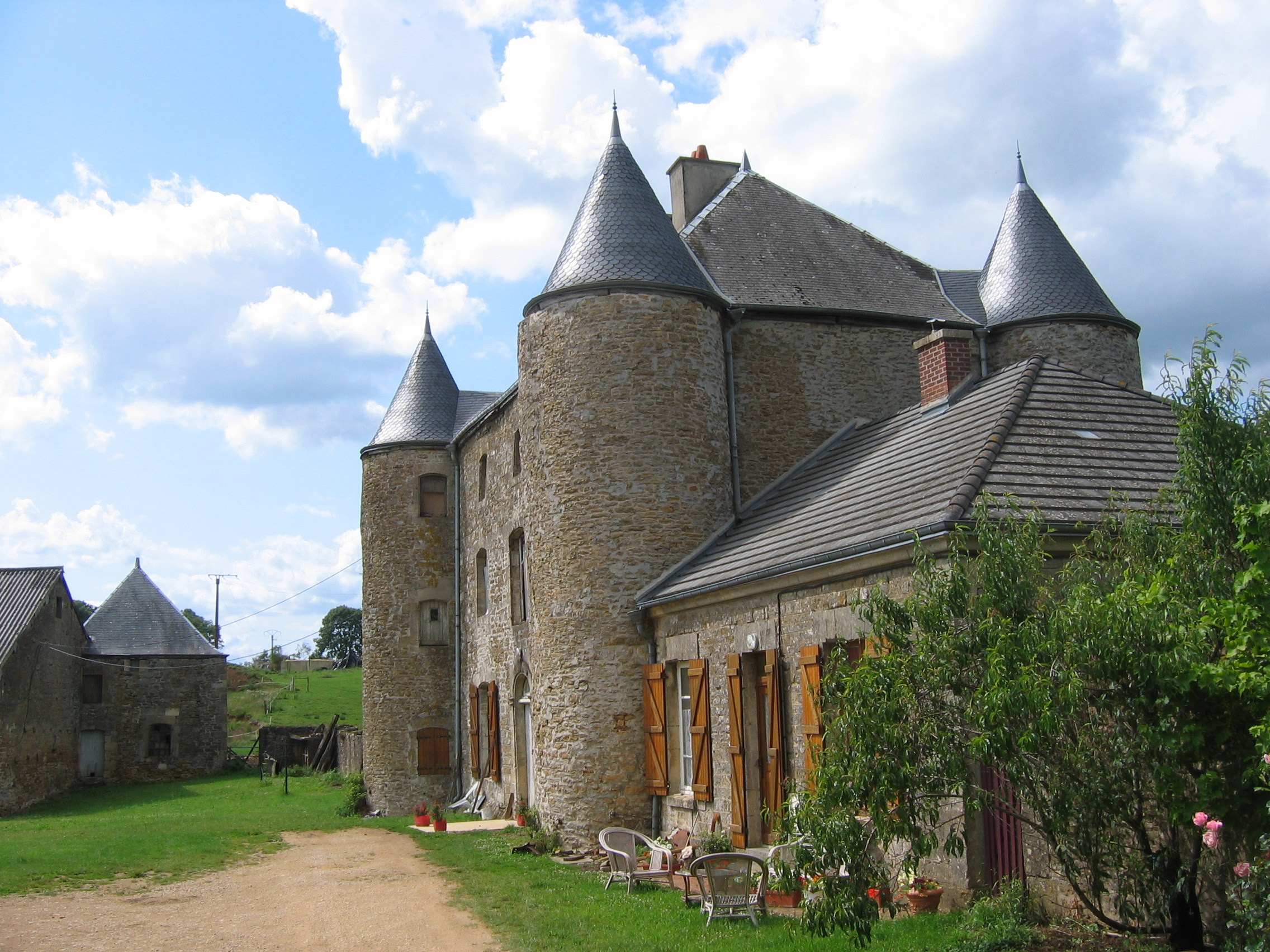
Schloss Villers